# Хилер (игры)
Хи́лер (от англ. healer — целитель) (также лекарь, доктор, игрок поддержки, саппорт и т. п.) — роль персонажа в некоторых компьютерных играх, который может лечить (хилить), усиливать игрока специальным заклинанием (бафать) и воскрешать погибших персонажей в своей группе (жарг. пати, от англ. party — отряд, команда, группа). Как правило термин «хилер» используется применительно к массовым многопользовательским онлайновым компьютерным играм в жанре ролевой игры.

## Описание
По сюжету такой персонаж может описываться как доктор, владеющий медицинской техникой, или как мистический персонаж, владеющий лечебными и усиливающими заклинаниями (маг, священнослужитель, шаман, жрец).
В игре такой персонаж может относиться к какому-либо определенному классу (например, мистики в Lineage 2, духовные целители в Dragon Age: Origins), однако это не обязательно (например, в Dota). Помимо лечения, хилеры могут владеть другими способностями. Часто это бывают усилительные способности, которые хилер может накладывать на себя или других персонажей. Также хилер может владеть и атакующими способностями.

## Роль в группе
Обычно сам по себе хилер не силён, однако может быть полезен в группе игроков или отряде: когда танк или несколько танков принимают на себя урон, хилер старается лечить в основном их. В некоторых сложных случаях хилер(-ы) должны правильно решать, как им распределять лечение, чтобы группа смогла завершить задание. По мере развития компьютерных игр у хилера появилась ещё одна важная задача, ему надо быстро снимать с членов группы негативные заклинания, которые они могли получить во время сражения с противником.

## Особенности хилера в шутерах
С появлением разделения на классы в Шутерах (Battlefield, Warface и т.д. ) класс медика (персонажа, способного выполнять роль хилера в шутере) занял прочное место в игровых командах. Классическими атрибутами класса являются аптечка для лечения других игроков и себя и дефибриллятор для реанимации погибших игроков, иногда может использоваться и как летальное или оглушающее оружие.
На сегодняшний день основным оружием медика являются различные виды дробовиков (в ранних версиях Battlefield стандартное оружие стрелка, но только с открытым прицелом, для снижения точности стрельбы на дальние дистанции). Особенности данного типа оружия позволяет медику легко справиться с врагами, прорвавшими первую линию обороны, или отбить окруженного союзника, но делают его малоэффективным в борьбе с удаленными противниками.
Для сохранения игрового баланса (недопущения появления "бессмертных" даже под плотным огнём противника "танков" - за счет постоянного лечения, а также для снижения автономности самого медика из-за способности к самолечению), на лечащие возможности аптечки накладываются различные ограничения (иногда связанные и с возможностями дефибриллятора - Warface): ограниченное количество аптечек, постепенное снижение уровня "заряда" аптечки (исключающее длительное непрерывное лечение) и т.п. Также обычно недопустимо одномоментное лечение одного игрока несколькими медиками. Также в некоторых режимах боя (например, игра только на пистолетах или холодном оружии в Warface) медик может быть полностью лишен возможности использовать аптечку.
Основными вспомогательными средствами медика являются: пистолет - позволяет относительно компенсировать неэффективность основного оружия на дальних дистанциях и дымовые гранаты - позволяют на время скрыть от противников раненого или убитого союзника, тем самым обеспечив медику возможность относительно безопасно оказать ему помощь.